# Biagio Rossetti
Biagio Rossetti (kolem 1447 – 1516) byl italský architekt, urbanista a vojenský inženýr z Ferrary. Biagio Rossetti se v roce 1483 stal architektem vévody Ercole d'Este I. V roce 1492 byl Rossetti pověřen vévodou vytvořit projekt rozšíření města Ferrary. Biagio Rossetti je považován za prvního architekta v historii urbanistiky, který užíval moderních urbanistických metod: přizpůsobit humanistické principy v architektuře skutečným potřebám města s ohledem na místní tradice. Předpokládaný začátek stavby je v roce 1492, Rossetti pravděpodobně sám řídil stavbu obranné zdi kolem města.
Po smrti Ercole d'Este I. v roce 1505, Rossetti pracoval pro italského římskokatolického kardinála a arcibiskupa Ostřihomi Ippolito I. d'Este (20. března 1479 – 3. září 1520). V jeho službách byl zodpovědný za vytvoření mnoha pozoruhodných paláců a kostelů. Podílel se také na rekonstrukci kostela Santa Maria in Vado.